# Ancienne église Saint-Apollinaire de Pontaix
L'ancienne église Saint-Apollinaire de Pontaix ou Le Temple est un édifice qui se dresse sur la commune française de Pontaix dans le département de la Drôme, en région Auvergne-Rhône-Alpes.
L'édifice fait l'objet d'une protection partielle au titre des monuments historiques.

## Localisation
L'édifice est situé, près du vieux village, au bord de la Drôme à la sortie du bourg de Pontaix, dans le département français de la Drôme.

## Historique
Après 1614, on construit un nouveau temple. L'ancien temple est alors donné aux catholiques et devient l'église Saint-Apollinaire. Après la Révolution, les lois organiques du Concordat permettent aux protestants de récupérer leur temple de Pontaix, la communauté étant restée importante.
De nos jours le temple protestant est la propriété de la commune, alors que l'ancien presbytère est la propriété d'une personne privée.

## Description
L'édifice fortifié (bretèches) est accolée à un grand logis ancien (presbytère).

### Mobilier
Sont notamment conservés un mécanisme d'horloge avec aiguille des années 1650-1700 inscrit au titre objet le 13 juillet 1999 par arrêté no 3769, et une chaire à prêcher en noyer du XVIIe siècle inscrit au titre objet le 21 décembre 1992 par arrêté no 4396.

## Protection
Sont inscrits par arrêté du 6 décembre 1977 :
- les façades et toitures de l'ancien presbytère (ou Maison Drevet).

Est classé par arrêté du 2 avril 1980 :
- le temple protestant (ancienne église).

## Pour approfondir